# Reverse Mathematik
Die reverse Mathematik, ein Teilgebiet der mathematischen Logik, versucht zu bestimmen, welche Axiome notwendig sind, um bestimmte Theoreme zu beweisen. Reverse Mathematik ist damit gewissermaßen die Umkehrung der gewöhnlichen Mathematik, die versucht, Theoreme aus Axiomen herzuleiten.
Die reverse Mathematik wurde 1974 von Harvey Friedman als mathematisches Projekt aufgebracht. Die Idee dazu entstand aus Ergebnissen der Mengenlehre, unter anderem dem klassischen Theorem, dass das Auswahlaxiom und das Lemma von Zorn über der Zermelo-Fraenkel-Mengenlehre ZF äquivalent sind.

## Prinzip
Die Grundidee der reversen Mathematik ist die folgende: Man beginnt mit einem Kernsystem von Axiomen, das zu schwach ist, um ein bestimmtes Theorem zu beweisen, aber trotzdem stark genug, die darin vorkommenden Grundbegriffe herzuleiten. Ziel ist es nun, das Kernsystem um genau die Axiome zu erweitern, die notwendig sind, um das Theorem zu beweisen.
Dazu ergänzt man das Kernsystem um Axiome und legt dann zwei Beweise dar. Der erste Beweis muss zeigen, dass das Theorem überhaupt aus dem erweiterten Axiomsystem logisch ableitbar ist. Der zweite Beweis muss zeigen, dass kein schwächeres System von Axiomen in der Lage ist, das Theorem zu beweisen. Dieser Beweis wird ausgeführt, indem man zeigt, dass jedes andere Axiomsystem, das das Theorem beweisen kann, das vorliegende Axiomsystem enthält.
Der Ansatz ist eng verwandt mit der Betrachtung der Teilmengenbeziehung von erzeugenden Systemen und minimalen erzeugenden Systemen von Vektorräumen in der Algebra. Was dort jedoch gemäß der Mengenlehre innerhalb des axiomatischen Rahmens geschieht, passiert hier auf einer logischen Metaebene mit den Axiomen selbst.